# Alain Goffin
Pour les articles homonymes, voir Goffin.
Hanin
Alain Goffin, né le 10 août 1956 à Ixelles (région de Bruxelles-Capitale), est un auteur de bande dessinée belge, connu pour faire partie de cette génération d'auteurs issus de l'Atelier R de Claude Renard. Il a utilisé le pseudonyme Hanin.

## Biographie
Alain Goffin naît le 10 août 1956 à Ixelles, une commune bruxelloise dans une famille où les deux parents sont pharmaciens. Enfant, il dévore Les Aventures de Tintin. Il poursuit une scolarité assez classique en effectuant quatre années de Latin-Math à l'athénée d’Etterbeek, qui le font souffrir de son propre aveu. Puis, il entame des études artistiques à l’Institut Saint-Luc de Bruxelles qu'il poursuit dans le même établissement au niveau supérieur. Il a pour maître Claude Renard, fondateur de l'Atelier R de 1975 à 1979. Il confie à Nicolas Anspach lors d'une interview de 2017, publiée sur le site ActuaBD, qu'il est attiré par les œuvres du peintre Valerio Adami ainsi que par le travail d'autres graphistes.
En compagnie de ses condisciples Andreas, Philippe Berthet, Antoinette Collin, Antonio Cossu, Philippe Foerster, Jean-Claire Lacroix, François Schuiten, Benoît Sokal, Chantal De Spiegeleer, Séraphine Claeys, ses premiers travaux sont publiés dans la revue Le 9e Rêve,, dont le premier numéro est préfacé par André Franquin où il adopte la ligne claire et devient ainsi un héritier d'Hergé.
En 1978, il utilise le pseudonyme Hanin pour ses premières œuvres.
Trois ans plus tard, il collabore avec le scénariste François Rivière à la création de Thierry Laudacieux, dès le numéro zéro de la nouvelle revue (À suivre).
Cette série d'aventure qui démarre dans le Bruxelles de 1938, mettant en scène un jeune scout à la chevelure rousse, réalisée dans le style ligne claire compte deux récits de 44 planches : Le Réseau Madou et La Mine de l'étoile — un épisode qui se déroule au Congo belge — est publiée en albums dans la collection « Un auteur (À suivre) » par Casterman respectivement en 1982 et 1984. En 2017, Dargaud entreprend la réédition du premier tome avec une nouvelle colorisation assurée par Goffin lui-même. Le journal Le Soir en assure la prépublication à partir du 13 janvier 2017 et dont le Chef du service Culture Daniel Couvreur qualifie l'album d'iconique de la ligne claire.
En 1982, il fait une furtive apparition dans Spirou avec un court récit de 6 planches qu'il réalise seul intitulé Histoire stupéfiante !.
En 1983, il rend hommage à Hergé récemment décédé dans un numéro spécial de (À suivre), intitulé Adieu Hergé. L'année suivante, il rend également hommage à un autre maître de la ligne claire : Edgar P. Jacobs avec une planche relative à L'Affaire du collier dans Tintin. Pour ce même hebdomadaire, il livre encore un court récit de 3 planches scénarisé par Benoît Peeters, intitulé : Le Fétiche a disparu.
Goffin réalise l'album Plagiat ! un polar avec les scénaristes François Schuiten et Benoît Peeters dans la collection « Pied jaloux » aux éditions Les Humanoïdes associés en 1989. Cette œuvre vaut aux auteurs le prix RTL de la bande dessinée, décerné à Paris la même année,. Cet album connaît une réédition dans une version retravaillée, totalement remasterisée et agrémentée d’un dossier inédit, aux éditions Anspach en avril 2023.
Il continue à travailler avec Peeters sur des histoires comme Le Signe de Lucifer mis en couleur par Topaze et édité dans la collection « Nuit noire » aux éditions Nathan en 1990, cet album lui vaut le prix Lecture Publique de la Communauté française de Belgique la même année. Deux ans plus tard, il publie Le Théorème de Morcom, avec son ami Benoît Peeters comme scénariste, un roman graphique du genre thriller contant l'enquête du journaliste Mathison sur le meurtre d'un mathématicien de génie, aux éditions Les Humanoïdes associés.
En 1994, il est assisté graphiquement par Étienne Schréder avec Retour à la Rapée dont la mise en couleur est confiée à Béatrice Constant, dans la collection « Custode » de l'éditeur hollandais Arboris. 
Bien que principalement actif dans le domaine de la publicité, où il dirige son propre studio dès 1995 où se mêlent où se mêlent infographistes et illustrateurs dans lequel travaillent Anne Baltus, Philippe Capart, Serge Dehaes, Jean-Marc Dubois, Laurent Durieux ou encore Étienne Schréder, il réalise, conjointement avec Benoît Peeters au scénario et assisté par Jean-Marc Dubois et, à nouveau, Étienne Schréder, le lettrage étant confié à Pierre-Étienne Fosse, Northrop Project un autre roman graphique qui est un récit d'espionnage se déroulant Burbank (Californie) dont il assure cette fois les couleurs pour la collection « Long Courrier » aux éditions Dargaud en 1997,. L'ouvrage est reçu favorablement par l'écrivain Mathieu Lindon dans sa critique du journal Libération.
En 2009, Les Humanoïdes associés publient une intégrale des deux albums parus précédemment chez eux.
Il revient, sur le tard, à la bande dessinée pour la réédition du Réseau Madou à l'instigation de l'éditeur Yves Schlirf pour les éditions Dargaud en 2017.
Avec le déconfinement de la crise du Covid-19, il réalise à la demande de Daniel Couvreur, journaliste au quotidien bruxellois Le Soir, une illustration qui sera publiée dans ce journal en juin 2020.
Parallèlement, Goffin enseigne la bande dessinée à l'École de recherche graphique (ERG) à Bruxelles ainsi que dans un atelier en cours du soir à l'école des arts de Woluwe-Saint-Pierre, où il aura comme élève Étienne Schréder, ainsi que Marc Vlieger. Ce qui lui permet de participer à l'événement Horse Parade en 2005 et d'être le pilote de l'ouvrage collectif scénarisé par Thierry Bellefroid à l'occasion des 20 ans de la Région bruxelloise en 2009 : Bruxelles - 20 ans / 20 auteurs.

### Vie privée
Alain Goffin a eu pour compagne Françoise Procureur, coloriste de l'album Le Réseau Madou, La Mine de l’Étoile et créatrice des couleurs du Chat de Philippe Geluck. Il est marié et père de 3 enfants et un beau-fils.

## Œuvre

### Analyse
Selon Patrick Gaumer et Claude Moliterni qui écrivent dans Dictionnaire mondial de la bande dessinée : « Proche de […] la ligne claire, le travail d'Alain Goffin procède d'une esthétique moderne et élégante. »

### Publications

#### Revues
- Le 9e Rêve, albums collectifs servant de recueil des travaux des élèves de l'école Saint-Luc à Bruxelles
- 1. 9e Rêve no 1, Louis Musin, Bruxelles, 1978
Scénario : collectif - Dessin : collectif dont Alain Goffin,Préface : André Franquin.
- 2. 9e Rêve no 2, Édition des Archers, novembre 1978
Scénario : collectif - Dessin : collectif dont Alain Goffin
- 3. 9e Rêve no 3, Édition des Archers, novembre 1979
Scénario : collectif - Dessin : collectif dont Alain Goffin

#### SérieThierry Laudacieux
- 1. Le Réseau Madou, Casterman, coll. « Un auteur (À Suivre) », Tournai, juillet 1982
Scénario : François Rivière - Dessin : Alain Goffin - Couleurs : Françoise Procureur -  (ISBN 2203335076)
- 1. Le Réseau Madou[10],[29],[30], Dargaud, Paris, avril 2017
Scénario : François Rivière - Dessin et couleurs : Alain Goffin -  (ISBN 978-2-505-06800-6)
- 2. La Mine de l'étoile, Casterman, coll. « Un auteur (À Suivre) », Tournai, septembre 1984
Scénario : François Rivière - Dessin : Alain Goffin - Couleurs : quadrichromie -  (ISBN 220333519X)

#### One shots
- Plagiat[31],[32] !, Les Humanoïdes associés, coll. « Pied jaloux », Paris,  1989
Scénario : François Schuiten et Benoît Peeters - Dessin : Alain Goffin - Couleurs : Studio Goffin -  (ISBN 2731604638),Contient un dossier de 8 pages en fin d'album écrit par Charles-Louis Detournay. Prix RTL de la bande dessinée en 1989[15].
- Plagiat[16],[17],[33],[34],[35] !, Anspach, Bruxelles, avril 2023
Scénario : François Schuiten et Benoît Peeters - Dessin : Alain Goffin - Couleurs : Studio Goffin -  (ISBN 978-2-931105-15-3),contient Derrière les toiles, un dossier de 11 pages.
- Le Signe de Lucifer, Nathan, coll. « Nuit noire », Paris, septembre 1990
Scénario : Benoît Peeters - Dessin : Alain Goffin - Couleurs : Topazeprix Lecture Publique de la Communauté française de Belgique en 1990[18] (OCLC 424425175).
- Le Théorème de Morcom[36], Les Humanoïdes associés, Paris, octobre 1992
Scénario : Benoît Peeters - Dessin : Alain Goffin - Couleurs : Béatrice Constant -  (ISBN 273161045X),Réédition en intégrale Le Théorème de Morcom - Northreed Project (2009)  (ISBN 978-2731622515).
- Retour à la Rapée, Arboris, coll. « Custode », 1994
Scénario : Benoît Peeters et Alain Goffin - Dessin : Alain Goffin - Couleurs : Béatrice Constant -  (ISBN 9034410242) — Format à l'italienne.
- Northrop Project[21],[20], Dargaud, coll. « Long Courrier », Paris, septembre 1997
Scénario : Benoît Peeters et Alain Goffin - Dessin et couleurs : Alain Goffin -  (ISBN 220504477X).

#### Catalogues d'exposition
- L'Âge d'or de la bande dessinée belge[37],[38], Les Impressions nouvelles, Bruxelles, 6 janvier 2015
Scénario : Thierry Bellefroid, Didier Pasamonik, José-Louis Bocquet - Dessin : collectif - Couleurs : quadrichromie -  (ISBN 978-2-87449-232-7),Régine Rémon et Jean Pierre Hupkens, auteurs de préface - Couverture de Olivier Grenson.

### Affiches
- 7e Rencontre de bandes dessinées de Marly en octobre 2007[39].

### Expositions
- Northreed Project[40], Centre belge de la bande dessinée, Bruxelles en avril-mai 1998 ;
- Le Réseau Madou, Galerie Champaka, Bruxelles du 3 au 18 mars 2017[41].

## Prix et récompenses
- 1989 :  prix RTL de la bande dessinée pour Plagiat ! avec François Schuiten et Benoît Peeters, décerné à Paris[14],[15] ;
- 1990 :  prix Lecture Publique de la Communauté française de Belgique Le Signe de Lucifer[18].